# Odontoglossum crispum
Odontoglossum crispum es una especie de orquídea con hábitos de epifita, originaria de Colombia y Perú.

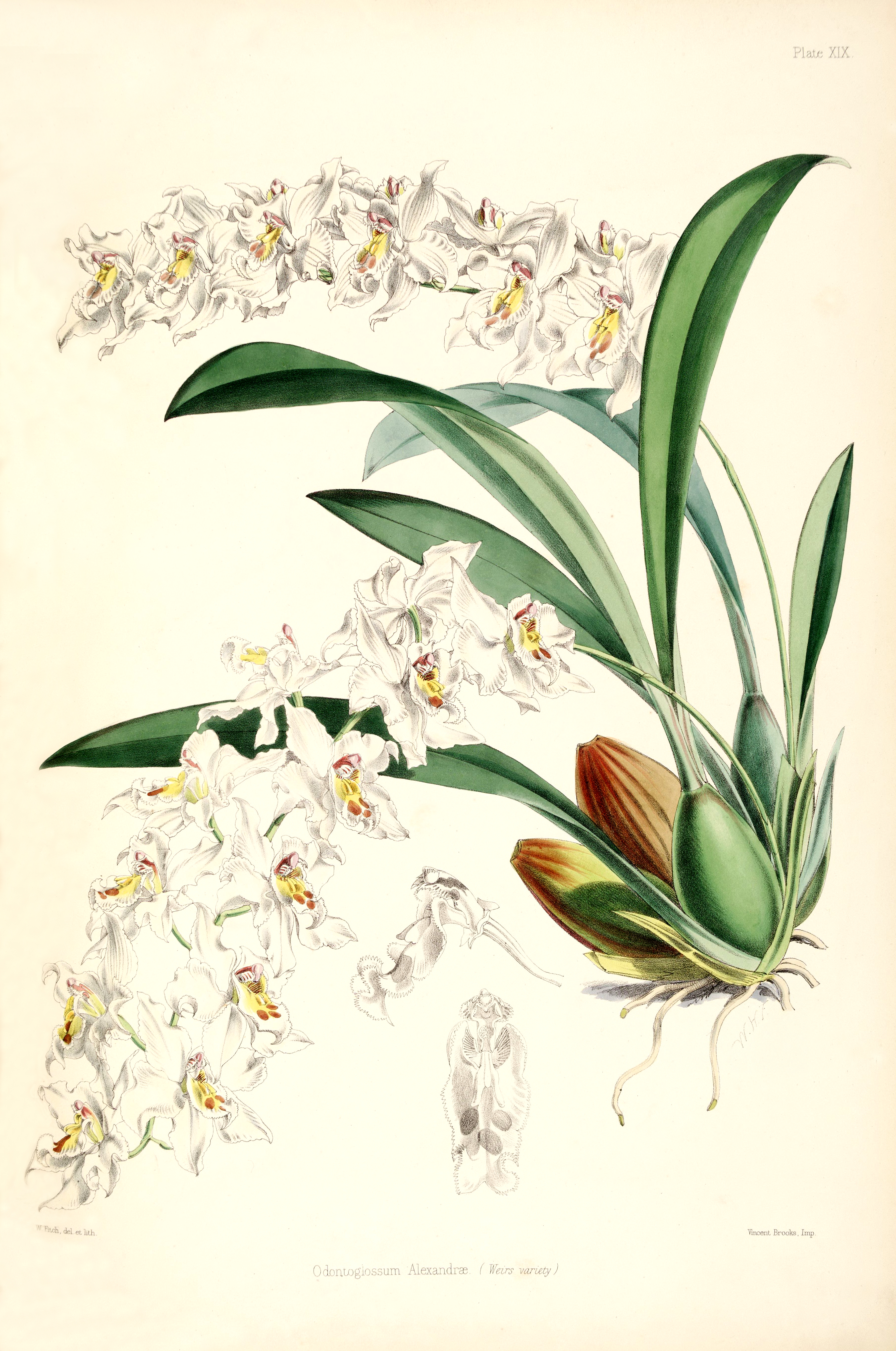
Ilustración

## Descripción
Es una  orquídea de  de pequeño a mediano tamaño,  con hábitos de epifita y con pseudobulbos ampliamente ovoides u oblongo-ovoides, que llevan 2 hojas apicales, suberectas, linear-lanceoladas, y agudas que se reducen abajo en un largo y estrecho pecíolo. Tiene una temporada variada de floración, pero con mayor frecuencia en invierno, con flores fragantes, de color y tamaño variable que se producen en una inflorescencia racemosa axilar de 45 cm  de largo, con 8-20 flores en el tercio superior con unas pocas ramas basales cortas que vienen del lado de un pseudobulbo de reciente formación. Requieren estar bien regadas, condiciones frescas y húmedas, con medio a abundante sombra  para desarrollarse, y después el crecimiento se ha desacelerado en el otoño y necesitan una ligera disminución de agua y fertilizantes. Esta especie se utiliza a menudo en la mejora de hibridación de odontoglossum.

## Distribución y hábitat
Se encuentra en Colombia,  a una altura de 2.000 a 3.000 metros en la vertiente occidental de la Cordillera Oriental de los Andes. 

## Taxonomía
Odontoglossum crispum fue descrita por John Lindley   y publicado en Annals and Magazine of Natural History 15: 256. 1845.
Etimología
Odontoglossum: nombre genérico que procede del griego antiguo  "odontos" = (diente) y "glossos" = (lengua), pues el  labelo  presenta en su centro unas callosidades en forma de dientes.
crispum: epíteto latino que significa "rizado".
Sinonimia
- Odontoglossum alexandrae Bateman
- Odontoglossum bluntii Rchb.f.
- Odontoglossum edithiae R.Warner
- Odontoglossum latimaculatum Linden
- Odontoglossum reichenbachianum F.Lehm.
- Odontoglossum warocqueanum Linden & L.Linden
- Oncidium alexandrae (Bateman) M.W. Chase & N.H. Williams[2][5][6]